# Ahu Taharoa
Ahu Taharoa, manje značajan ahu s Uskršnjeg otoka, smješten između plaže Ovahe i poluotoka Poike. Nalazi se u blizini Ahu Tau A Ure